# دراغان لابوفيتش
دراغان لابوفيتش (بالصربية: Драган Лабовић) مواليد 20 أبريل 1987 في جمهورية صربيا الاشتراكية، هو لاعب كرة سلة صربي. بدأ مسيرته الاحترافية في سنة 2003. يحمل الرقم 26.

## المسيرة الاحترافية
لعب مع إف إم بي من سنة 2003 إلى 2010، ثم لعب مع أريس في سنة 2010، ثم لعب مع سكايلاينرز فرانكفورت في الدوري الألماني في سنة 2010، ثم لعب مع ينسي كراسنويارسك في الدوري الروسي في موسم 2010–2011، ثم لعب مع كراسني كريليا في موسم 2011–2012، ثم لعب مع نيجني نوفغورود في الدوري الروسي في موسم 2012–2013، ثم لعب مع كشالين في موسم 2013–2014، ثم لعب مع ألياغا بتكيم في سنة 2014، ثم لعب مع نادي الرياضي بيروت في سنة 2014.

## روابط خارجية
- دراغان لابوفيتش على موقع الاتحاد الدولي لكرة السلة (الإنجليزية)
- دراغان لابوفيتش على موقع الدوري الأوروبي لكرة السلة (الإنجليزية)
- دراغان لابوفيتش على موقع كرة السلة الأوروبية.كوم (الإنجليزية)
- دراغان لابوفيتش على موقع DraftExpress.com (الإنجليزية)
- دراغان لابوفيتش على موقع ريلجم (الإنجليزية)
- دراغان لابوفيتش على موقع بروبوليرز (الإنجليزية)
- دراغان لابوفيتش على موقع سبورتس رفرنس (الإنجليزية)